# 費德勒斯格林 (加利福尼亞州)
費德勒斯格林（英語：Fiddlers Green）是位於美國加利福尼亞州格伦縣的一個非建制地區。該地的面積和人口皆未知。

## 地理
費德勒斯格林的座標為39°43′44″N 122°42′55″W / 39.72889°N 122.71528°W，而該地的平均海拔高度為687米（即2254英尺）。